# Iris Mittenaere
Iris Mittenaere (Lilla, 25 gennaio 1993) è una modella francese, eletta Miss Francia 2016 e Miss Universo 2016.

## Biografia
Iris nacque a Lilla ma visse a Steenvoorde. Studiò nell'istituto di Steenvoorde e all'Università di Lilla. Eletta Miss Francia 2016, con la fascia di Miss Nord-Pas-de-Calais, il 30 gennaio 2017 viene eletta Miss Universo 2016. Iris è la seconda francese ad aggiudicarsi il titolo dopo Christiane Martel, vincitrice nel 1953, e la prima europea da 26 anni.